# Мак-Кин (остров)
Мак-Кин (англ. McKean Island) — самый западный атолл в архипелаге Феникс, лежащий примерно в 280 км к юго-западу от острова Кантон и в 125 км к северо-западу от острова Никумароро. Площадь острова — 0,57 км². Необитаем и в настоящее время является заповедником.

## География
Мак-Кин — плоский, песчаный атолл, окружённый рифами, с солёной лагуной в центре острова, максимальная глубина которой 60 см. Диаметр острова — около 800 м. Пляж атолла, покрытый обломками кораллов, резко подымается к центру Мак-Кина, где находится впадина. На острове отсутствуют постоянные источники пресной воды. Годовой уровень осадков — 800 мм. Ветры преимущественно восточного направления. Мак-Кин интересен своей экосистемой: флорой и большими популяциями морских птиц. На нём отсутствуют крупные деревья, преобладают травяные растения. Встречаются крабы, ящерицы и множество насекомых.

## История
Остров был открыт 28 мая 1794 года капитаном британского судна «Артур» Генри Барбером. 19 августа 1840 года командир Чарльз Уилкс во время проведения Американской научной экспедиции назвал остров Мак-Кином в честь члена экипажа его корабля, первым заметившим атолл. Однако в бортовых списках такой фамилии не значилось.
Предположительно в XIX веке у острова причаливали китобойные суда. 14 марта 1859 года Мак-Кин был объявлен территорией США и собственностью компании по добычи гуано на островах Феникс согласно Закону о гуано 1856 года. Разработки гуано продолжались на Мак-Кине вплоть до 1870 года. В дальнейшем остров был сдан в аренду «Пасифик айленд компани», также занимавшейся добычей ценного помёта морских птиц.
В начале XX века у острова причаливало множество судов, а в прибрежных водах Мак-Кина производился вылов рыбы. Также была осуществлена попытка по выращиванию кокосовой пальмы, но из-за засушливого климата она провались. В июне 1938 года атолл был объявлен морским заповедником.
В настоящее время Мак-Кин необитаем и является территорией Республики Кирибати.